# 볼루주

볼루주의 위치

볼루주(튀르키예어: Bolu ili)는 튀르키예 북서부에 위치한 주로, 흑해 지역에 속한다. 주도는 볼루이며 면적은 7,410km2, 인구는 270,417명(2007년 기준), 자동차 번호는 14번, 시외전화 지역번호는 0374번이다. 9개 군을 관할한다.